# イベント系サークル
イベント系サークル（イベントけいサークル）とは、主に日本の首都圏の大学の学生が遊びや金儲けを目的に結成する大学サークルのことである。
イベント系サークルは、一般的に大学非公認の団体として活動することが多い。

## 概要

### アソビ系サークル
古くは1960年代から首都圏の大学においてその存在が確認されていたが一般に認められるようになったのは1970年代後半のテニス、およびディスコブームの頃からで、特にバブル景気華やかりし頃の1980年代後半に隆盛を極めた。
基本的にはテニスやスキーなどのスポーツを楽しむことを題目に掲げるものの、実際はディスコなどの夜遊びやナンパなどの出会いを目的にしたもので、別名「アソビ系サークル」や、「ナンパ系サークル」と呼ばれ、主に首都圏の大学生（一部は慶應や立教、青学や明中、暁星や暁星国際などの高校生も含む）を中心に結成されていた。

### リーグ
1970年代初期には首都圏の大学を中心に大学別にサークルが存在したものの、次第に「インカレ（インターカレッジ）」と呼ばれる大学を問わないものが主流になっていき、その後「リーグ」と呼ばれる上部組織がそれらのサークルをまとめることになっていった。1970年後半に大学をまたがった「六本木トッププレヤーズコネクション（俗にRTPC）」と呼ばれた個人集団があり、そのメンバーが1980年頃に「パーキーリーグ」や「アーバンリーグ」という企画集団をつくっていった。
1980年代に入ると、早稲田大学の7サークルが集まったWTPFの発展系で、インターカレッジのサークル集合体「STROPS（ストラプス）」が結成され、「六本木フェスティバル」を開催し、資生堂の化粧品ブランド「パーキージーン」協賛のもと、当時人気が高かった深夜番組である「オールナイトフジ」でも放送された。
その後そのパーティを経験したスタッフにより、1980年代後半のバブル景気期に入ると、「Y-TRAP（ワイトラップ）」、「GALA（ガーラ）」や「TRANSWAVE（トランスウェーブ）」や「to-a-T project（トゥーアティープロジェクト）」や「EPIC TWIN　SYSTEM（エピックツインシステム）」や「STEP‐TION（ステプション）」といったいくつかのリーグが生まれ、学生団体隆盛期を迎えた（それのなかには学生企業のうちに法人登記され、業容・社名等をかえ現存しているものもある）。

### 東京企画人会議
これらのリーグは、傘下のサークルを数十から百近く持ち、日本全国に散らばる傘下のサークルを動員した「50店舗合同ディスコパーティー」などの数千人から数万人を動員するパーティーを運営し、イベントごとに数百万から数千万円の売り上げを上げるなど、学生サークルの集合体というより「学生企業」といった様相を見せるほどになっていた。
なお、これらのリーグの多くが、これらの売り上げを元にして六本木や青山近辺に事務所を構えていた。また、これらのリーグの代表者を集めた「東京企画人会議」という上部組織をWTPFを結成したメンバーの1人が立ち上げた。

### 学生企業化
また、「マハラジャ」や「スクエアビル」に入っていたような有名ディスコは、これらのリーグ傘下のサークルのメンバーに対して、割引価格で入店できる「カレッジカード」を発行し集客につなげた他、リーグの大学生の動員力に目をつけたミズノがまず商品開発や研究も兼ねて、協賛、後援を開始し、その後富士重工や日産自動車、JTBやRJレイノルズなどの大企業が、自社宣伝や新卒者へのアピールを目的に、各リーグに対し「協賛」という形でパーティーやリーグの運営に金銭的なサポートするというケースもあった。
そのほか、「テニス合宿」やスキーツアー、スキューバダイビングツアーなどを定期的に企画・運営し、大きな収益を上げるサークルやリーグもあった。なお、これらのサークルやリーグのメンバーは、これらのツアーに格安料金で参加できるというメリットがあった。

### 活動の低迷
しかし、行き過ぎた企業化やバブル崩壊、ディスコブームの終息により、1990年代前半にはイベント系サークルのブームは去り、これらのサークルやリーグの多くはまもなく解散し、以後のイベント系サークルの活動はより規模が小さく細分化されたものになった。1999年-2002年頃にはITバブルと共に一時的にイベントサークルブームが再燃したが、バブルの崩壊とともに再ブームも終わり、さらにスーパーフリー事件発覚でイメージは悪化した。
なお、この頃各サークルやリーグの中心人物だった者の多く（「バブル世代」と称される）が、この頃の「経験」を生かし、下記のように広告代理店やテレビ局などのマスコミ、または大手企業や外資系企業のマーケティング関連職についている者も多い。

### 現在
現在も首都圏の有名大学を中心にイベント系サークルは存在するものの、イベントに協賛する企業がないことや、学生の遊びの多様化、少子化の影響を受けてイベントに参加する学生が少なくなったことから、その活動範囲は格段に小規模なものとなっている。

### 問題
一部のインカレサークルがインターネット上で「女子が多いので男子募集中」などの広告をして、イベント自体は男子しかいない上に、お金を徴収して主催者の飲み代やお小遣いにする詐欺を行うサークルもいる。複数の大学の学生ら100人以上で構成する、イベントサークルの幹部らによる運営費の悪質取り立てにより逮捕者が発生するケースもある。

## イベント系サークル関係者、出身の著名人
- 西川りゅうじん（西川りゅうじん事務所代表）
- 一木広治（ヘッドライン社社長・21世紀倶楽部事務局長）
- 矢島光弘（石原宏高政策秘書）
- 林令一郎（東急エージェンシーSP局長）
- 長田明史（株式会社カレッジリーグ代表取締役社長）
- 真田哲弥（株式会社KLab代表取締役社長）
- 加藤秀俊（株式会社東京マーケティング代表取締役）
- 木下博勝（医師、タレント）
- 浦上壮平（株式会社エスプール代表取締役会長兼社長）
- 小幡敏之（株式会社アンフィニプロジェクト代表取締役社長）
- TAROかまやつ（フジテレビジョン勤務、歌手）
- 中川悠介（アソビシステム社長）
- 橋本智洋（静岡県下田市議会議員）
- 小林正晴（株式会社ワイズインテグレーション代表取締役社長）

## イベント系サークルを風刺した作品

### 漫画
- 気まぐれコンセプト（作：ホイチョイプロダクション）
- ピカイチ!（作:木内一雅、画:三山のぼる、講談社）
- 青き炎（作:柳沢きみお、小学館）
- うにばーしてぃBOYS（作:細野不二彦、小学館）
- BLOW UP!（作:細野不二彦、小学館）
- ジャッジ（作:細野不二彦、双葉社）
- 闇金ウシジマくん（作:真鍋昌平、小学館）
- 難波金融伝・ミナミの帝王（原作：天王寺大、作画：郷力也）

### 映画
- バブルへGO!! タイムマシンはドラム式
- アニマル・ハウス
- 下落合焼とりムービー（企画･原案:赤塚不二夫）
- ナーズの復讐シリーズ
- スクール・デイズ